# 야마자키 쓰토무 (정치인)

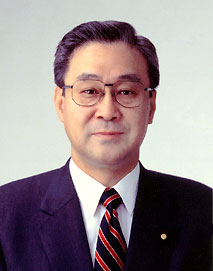
야마자키 쓰토무

야마자키 쓰토무(山崎力, 1947년 5월 8일 ~ 2021년 6월 2일)는 일본의 정치인이다. 자유민주당 소속으로 참의원 의원(3선)을 지냈다.
아오모리시에서 태어났다. 할아버지 야마자키 이와오는 내각대신을 지낸 정치인, 아버지 야마자키 다쓰오는 참의원 4선 의원이었다. 1972년 주오 대학 법률학과를 졸업하고 요미우리 신문에 입사해 16년동안 기자 활동을 했다. 1988년 참의원 의원인 아버지의 공설비서로 일했다. 1989년 6월 환경대신이 된 아버지 밑에서 환경청 장관 비서관으로 취임했다.
1995년 참의원 선거 아오모리현 선거구에 당선되었다. 제2차 모리 내각 개조내각(2001)에서 내각부 대신 정무관, 제3차 고이즈미 내각(2005-2006)에서 총무 부대신, 2013년에 참의원 예산위원장을 맡았다.
2021년 4월 20일 코로나19 양성 판정을 받아 입원 치료를 받았지만 6월 2일 아오모리시내 병원에서 사망했다. 사후 종3위가 추서되었다.
딸 야마자키 유이코도 정치인으로, 2017년 소토가하마정 정장으로 당선되면서 아오모리현 사상 최초의 여성 행정단체장이 되었다.